# Stensjön (Tysslinge socken, Närke, 658220-144730)
Stensjön är en sjö i Örebro kommun i Närke och ingår i Norrströms huvudavrinningsområde. Sjön har en area på 0,233 kvadratkilometer och ligger 218,8 meter över havet. Sjön avvattnas av vattendraget Garphytteån.

## Delavrinningsområde
Stensjön ingår i det delavrinningsområde (658312-144775) som SMHI kallar för Utloppet av Stora Ymningen. Medelhöjden är 228 meter över havet och ytan är 7,73 kvadratkilometer. Det finns inga avrinningsområden uppströms utan avrinningsområdet är högsta punkten. Garphytteån som avvattnar avrinningsområdet har biflödesordning 2, vilket innebär att vattnet flödar genom totalt 2 vattendrag innan det når havet efter 257 kilometer. Avrinningsområdet består mestadels av skog (70 procent) och sankmarker (14 procent). Avrinningsområdet har 1,26 kvadratkilometer vattenytor vilket ger det en sjöprocent på 16,3 procent.